# Malvaviscus palmanus
Malvaviscus palmanus es una especie de árbol perteneciente a la familia de las malváceas, se encuentra en los sotobosques del bosque nuboso en Costa Rica y Nicaragua.

## Descripción
Es un arbusto que alcanza los 1–2 m de alto; los tallos esparcidamente pubescentes a glabros, con los tricomas algo rizados. Las hojas elípticas, acuminadas en el ápice, truncadas a cuneadas en la base, esparcidamente estrellado-pubescentes en ambas superficies. Las inflorescencias se presentan en forma de flores solitarias en las axilas, con pedicelos de 1.5–2 cm de largo, a menudo con tricomas rizados; bractéolas del calículo 7–8, lanceoladas,  subiguales o algo más cortas que el cáliz; cáliz 12–15 mm de largo, esparcidamente pubescente, verde; los pétalos de 4 cm de largo; androceo de 5.5 cm de largo, 20 anteras, moradas, filamentos 1.5 mm de largo. Los frutos de 12–15 mm de largo, a veces anaranjados, carpidios de 7 mm de largo.

## Ecología
Al igual que varias otras especies en su género, tiene grandes flores rojas, que son polinizadas por colibríes.

## Sinonimia
- Malvaviscus arboreus var. palmanus (Pittier & Donn.Sm.) Schery[2]